# Греция на зимних Олимпийских играх 1976
Греция принимала участие в Зимних Олимпийских играх 1976 года в Инсбруке (Австрия) в восьмой раз за свою историю, но не завоевала ни одной медали. Глава делегации на Играх — Атанасиос Дзардзавос. Греческие атлеты принимали участие во всех Летних Олимпийских играх.

## Результаты

### Горнолыжный спорт
Мужчины
| Соревнование      | Спортсмены      | Скоростной спуск/ 1 спуск | Скоростной спуск/ 1 спуск | Слалом/ 2 спуск | Слалом/ 2 спуск | Всего   | Место | Отставание |
| Соревнование      | Спортсмены      | Время                     | Место                     | Время           | Место           | Всего   | Место | Отставание |
| ----------------- | --------------- | ------------------------- | ------------------------- | --------------- | --------------- | ------- | ----- | ---------- |
| скоростной спуск  | Томас Карадимас | не проводится             | не проводится             | не проводится   | не проводится   | 2:14,69 | 65    | +28,96     |
| скоростной спуск  | Спирос Теодору  | не проводится             | не проводится             | не проводится   | не проводится   | 2:17,08 | 66    | +31,35     |
| слалом            | Томас Карадимас | DNF                       | DNF                       | —               | —               | —       | —     | —          |
| слалом            | Спирос Теодору  | DNF                       | DNF                       | —               | —               | —       | —     | —          |
| гигантский слалом | Спирос Теодору  | 2:12,79                   | 77                        | 2:16,29         | 49              | 4:29,08 | 49    | +1:02,11   |
| гигантский слалом | Томас Карадимас | 2:19,06                   | 80                        | 2:34,57         | 40              | 4:53,63 | 50    | +1:26,66   |

### Лыжные гонки
Мужчины
| Соревнование | Спортсмены        | Результат  | Место | Отставание |
| ------------ | ----------------- | ---------- | ----- | ---------- |
| 15 км        | Статис Богданос   | 1:05:51,20 | 75    | +21:52,73  |
| 15 км        | Танасис Куцояннис | 1:07:49,40 | 78    | +23:50,93  |
| 30 км        | Танасис Куцояннис | 2:21:20,64 | 67    | +50:51,26  |
| 30 км        | Статис Богданос   | DNF        | —     | —          |